# アウルボザ
アウルボザ（Aurboða。アウルボダ(Aurboda)とも）は、北欧神話に登場する豊穣神フレイの妻ゲルズの母である。
また、彼女は霜の巨人のギュミルの妻である。
『スノッリのエッダ』第一部『ギュルヴィたぶらかし』37章では、アウルボザが山の巨人の出であると説明されている。